# Bodil Holst
Bodil Holst es una física danesa-noruega conocida por su trabajo en imágenes a nanoescala, caracterización de materiales y litografía basada en máscaras utilizando haces moleculares. Otras áreas de investigación incluyen superficies inteligentes e identificación de fibras vegetales. Es profesora en el departamento de física y tecnología de la Universidad de Bergen en Noruega.

## Educación y carrera
Holst estudió física y matemáticas en la Universidad de Copenhague . En 1997, obtuvo un doctorado en la Universidad de Cambridge. Continuó como investigadora postdoctoral en el Instituto Max Planck de Dinámica de Fluidos en Göttingen, Alemania y en la Universidad Tecnológica de Graz en Austria. A punto de abandonar su carrera académica, llegó a la Universidad de Bergen en 2007, financiada por una beca de contratación de la Fundación Trond Mohn.

## Libros
Bodil Holst es el autor del libro autoeditado Scientific Paper Writing: A Survival Guide (2015), ilustrado por Jorge Cham. Con Gianangelo Bracco, es coeditora del libro Surface Science Techniques (Springer, 2013).

## Reconocimientos
- 2019 Designada Presidentadel Comité del Premio Kavli en Nanociencia para el período 2019-2024.[13]
- 2018 Elegida miembro de la Academia Noruega de Ciencias Tecnológicas
- 2015 Elegida miembro de la Real Sociedad Noruega de Ciencias y Letras
- 2007 Subvención de reclutamiento de la Fundación de Investigación Trond Mohn
- 2000 Beca de la Fundación Alexander von Humboldt
- 1999 Beca de investigación de acciones Marie Skłodowska-Curie